# Kainbach bei Graz
Kainbach bei Graz är en ort och kommun i Österrike. Den ligger i distriktet Graz-Umgebung i förbundslandet Steiermark,  140 km sydväst om huvudstaden Wien.
Kommunen består av tre orter (Ortschaften) (inom parentes invånarantal 1 januari 2024):
- Hönigtal (893)
- Kainbach (1 515)
- Schaftal (470)